# 간데크 산장

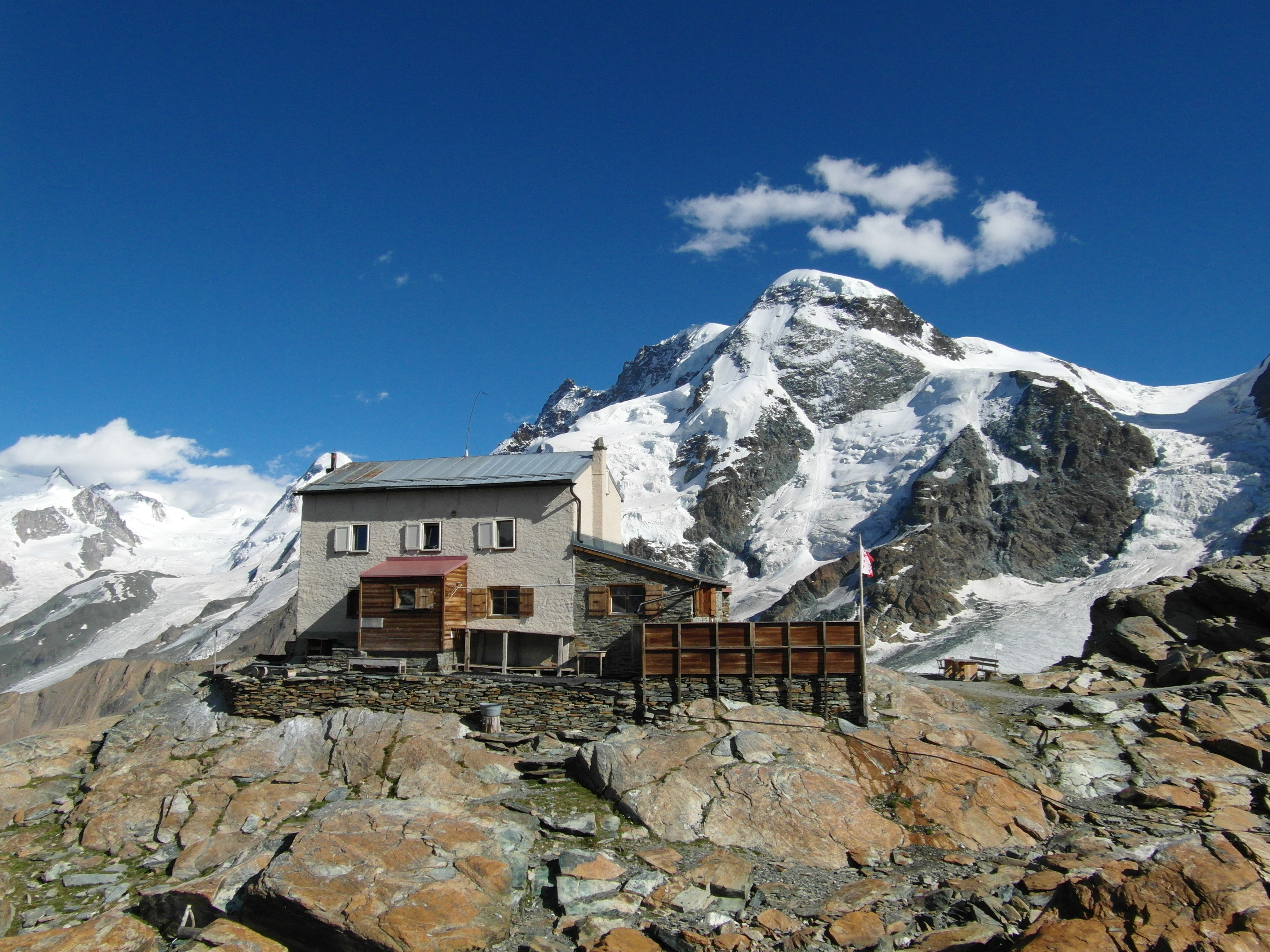
배경에 브라이트호른이 있는 간데크 산장

간데크 산장(독일어: Gandegghütte)은 스위스 발레주의 체르마트 위에 위치한 고산 오두막이다. 오두막은 1885년에 지어졌다. 이 산장은 해발 3,030m의 높이에 있으며, 마터호른과 브라이트호른 사이의 대략 중간인 트로케너 슈테크 근처에 있다. 트로케너 슈테크의 케이블카 정류장에서 간데크 산장까지 도보로 20~30분이 소요된다.